# Coupe latine de football 1953
Navigation
Coupe latine 1952 Coupe latine 1955
La Coupe latine 1953 s'est déroulée à Lisbonne et Porto et s'est terminée le 7 juin 1953 par la finale à l'Estádio da Luz à Lisbonne. a vu la victoire du Stade de Reims.

## Demi-finales
| Demi-finale | Stade de Reims | 2 - 1   | Valence CF | Estádio das Antas, Porto, Portugal |                              |
| 4 juin 1953 | Méano 46e · Kopa 61e | (0 - 1) | 27e Gago (es) | Arbitrage : Giorgio Bernardi       | Arbitrage : Giorgio Bernardi |
| 4 juin 1953 | Paul Sinibaldi, Simon Zimny, Armand Penverne, Robert Jonquet, Roger Marche, Raymond Cicci, Raymond Kopa, Bram Appel, Jean Templin, Leon Glovacki, Francis Méano (entraîneur : Albert Batteux) | Équipes | Cesáreo López (es), Sócrates Belenguer (es), Luis Díaz Hernando (es), Salvador Monzó (es), Gabriel Suñer (es), Enrique Buqué (es), Antonio Puchades, Pasieguito, Antonio Fuertes, Quiliano Gago (es), Vicente Seguí (entraîneur : Jacinto Quincoces) | Arbitrage : Giorgio Bernardi       | Arbitrage : Giorgio Bernardi |

| Demi-finale | Milan AC | 4 - 3 (a.p.) | Sporting Portugal | Estádio Nacional, Oeiras, Portugal                 |                                                    |
| 4 juin 1953 | Nordahl 66e 72e · Liedholm 96e · Frignani 118e | (0 - 1)      | 20e Vasques · 89e 106e Martins | Spectateurs : Inconnue Arbitrage : Ramón Azón Romá | Spectateurs : Inconnue Arbitrage : Ramón Azón Romá |
| 4 juin 1953 | Lorenzo Buffon, Francesco Zagatti, Arturo Silvestri, Nils Liedholm, Gunnar Gren, Celestino Celio, Carlo Annovazzi, Omero Tognon, Renzo Burini, Amleto Frignani, Gunnar Nordahl (entraîneur : Mario Sperone) | Équipes      | Carlos Gomes, Joaquim Pacheco, Manuel Passos, Armando Barros, Manuel Caldeira, Juca, Albano, José Travassos, Fernando Mendonça, João Baptista Martins, Manuel Vasques (entraîneur : Randolph Galloway) | Spectateurs : Inconnue Arbitrage : Ramón Azón Romá | Spectateurs : Inconnue Arbitrage : Ramón Azón Romá |

## Match pour la troisième place
| Match pour la 3ème place | Sporting Portugal | 4 - 1   | Valence CF | Estádio Nacional, Oeiras, Portugal                |                                                   |
| 6 juin 1953              | Vasques 3e 62e · Martins 6e 46e | (2 - 0) | 80e Badenes | Spectateurs : Inconnue Arbitrage : Édouard Harzic | Spectateurs : Inconnue Arbitrage : Édouard Harzic |
| 6 juin 1953              | Carlos Gomes, Manuel Passos, Armando Barros, Manuel Caldeira, Vicente Camilo, Juca, Albano, José Travassos, Galileu Moura, João Baptista Martins, Manuel Vasques (entraîneur : Randolph Galloway) | Équipes | Cesáreo López (es), Gabriel Suñer (es), Salvador Monzó (es), Antonio Puchades, José Mangriñan (es), Pasieguito, Antonio Fuertes, Quiliano Gago (es), Manuel Badenes, Vicente Seguí, Gabriel Taltavull (es) (entraîneur : Jacinto Quincoces) | Spectateurs : Inconnue Arbitrage : Édouard Harzic | Spectateurs : Inconnue Arbitrage : Édouard Harzic |

## Finale
| 7 juin 1953 | Stade de Reims           | 3 - 0 | Milan AC | Estádio da Luz, Lisbonne                              |                                                       |
| | Kopa 31e 75e · Méano 53e | (1 - 0) |          | Spectateurs : 15 000 Arbitrage : José Vieira da Costa | Spectateurs : 15 000 Arbitrage : José Vieira da Costa |
| Paul Sinibaldi, Simon Zimny, Roger Marche, Armand Penverne, Robert Jonquet, Raymond Cicci, Abraham Appel, Léon Glovacki, Raymond Kopa, Jean Templin, Francis Méano (entraîneur : Albert Batteux) | Équipes                  | Lorenzo Buffon, Arturo Silvestri, Francesco Zagatti, Carlo Annovazzi, Omero Tognon, Celestino Celio, Renzo Burini, Gunnar Gren, Gunnar Nordahl, Nils Liedholm, Amleto Frignani (entraîneur : Mario Sperone) |          | Spectateurs : 15 000 Arbitrage : José Vieira da Costa | Spectateurs : 15 000 Arbitrage : José Vieira da Costa |